# Monténégro aux Jeux paralympiques d'été de 2020
Le Monténégro participe aux Jeux paralympiques d'été de 2020 à Tokyo.
Le pays remporte sa première médaille paralympique lors de cette édition, avec le bronze de Filip Radović en tennis de table.

## Médaillés

### Médailles de bronze
| Sport                   | Discipline                  | Sportifs      | Performance             | Date    |
| Médailles de bronze : 1 |                             |               |                         |         |
| Tennis de table         | Simple masculin - Classe 10 | Filip Radović | 1 - 3 contre Chojnowski | 28 août |

## Nombre d’athlètes qualifiés par sport
Voici la liste des qualifiés par sport :
| Sport           | Femmes | Hommes | Total |
| --------------- | ------ | ------ | ----- |
| Athlétisme      | 1      | 1      | 2     |
| Natation        | 0      | 1      | 1     |
| Tennis de table | 0      | 2      | 2     |
| Total           | 1      | 4      | 5     |

|}

## Athlétisme
Marijana Goranović participe au lancer de poids F41 et termine 10e du concours.
Milos Spaic participe au lancer de poids F11 dans le concours masculin.
Concours - Hommes
| Athlète     | Épreuve             | Finale   | Finale |
| Athlète     | Épreuve             | Résultat | Rang   |
| ----------- | ------------------- | -------- | ------ |
| Miloš Spaić | Lancer de poids F11 | 10,99 m  | 10e    |

Concours - Femmes
| Athlète            | Épreuve              | Finale   | Finale |
| Athlète            | Épreuve              | Résultat | Rang   |
| ------------------ | -------------------- | -------- | ------ |
| Marijana Goranović | Lancer de poids F41  | 6,35 m   | 10e    |
| Marijana Goranović | Lancer de disque F41 | 16,22 m  | 11e    |

## Natation
Le nageur Ilija Tadić est engagé sur le 50m nage libre dans la catégorie S9.
Hommes
| Athlète     | Épreuve            | Série    | Série | Finale   | Finale  |
| Athlète     | Épreuve            | Résultat | Rang  | Résultat | Rang    |
| ----------- | ------------------ | -------- | ----- | -------- | ------- |
| Ilija Tadić | 50 m nage libre S9 | 26 s 86  | 6e    | Éliminé  | Éliminé |

## Tennis de table
Deux pongistes sont engagés sur les tournois individuels et participeront à l'épreuve par équipe (S9/S10) :
- Luka Bakic termine 5e pour la classe S9.
- Filip Radović obtient une médaille de bronze pour la classe S10 après s'être incliné en demi-finale face au Polonais Chojnowski[1].

Hommes
| Athlètes                 | Compétition       | Phase de groupes       | Phase de groupes     | Phase de groupes        | Phase de groupes | Huitièmes de finale | Quarts de finale                             | Demi-finales               | Finale           | Rang                                   |
| Athlètes                 | Compétition       | Adversaire Score       | Adversaire Score     | Adversaire Score        | Rang             | Adversaire Score    | Adversaire Score                             | Adversaire Score           | Adversaire Score | Rang                                   |
| ------------------------ | ----------------- | ---------------------- | -------------------- | ----------------------- | ---------------- | ------------------- | -------------------------------------------- | -------------------------- | ---------------- | -------------------------------------- |
| Filip Radović            | Simple C10        | Bat Coughlan 3 - 1     | Bat Lian 3 - 2       | Bat Alabi Olufemi 3 - 0 | 1er              | Non disputé         | Bat Gardos 1 - 3                             | Battu par Chojnowski 3 - 1 | Éliminé          | Médaille de bronze, Jeux paralympiques |
| Luka Bakic               | Simple C10        | Battu par Jacobs 0 - 3 | Bat Ruiz Reyes 0 - 3 | -                       | 2e               | Non disputé         | Battu par Chojnowski 3 - 0                   | Éliminé                    | Éliminé          | Éliminé                                |
| Filip Radović Luka Bakic | Par équipes C9-10 | -                      | -                    | -                       | -                | Exemptés            | Battus par Agunbiade/Farinloye/Olufemi 0 - 2 | Éliminés                   | Éliminés         | Éliminés                               |